# Santa Maria Maddalena nello Spedale de' Pazzi
Santa Maria Maddalena nello Spedale de' Pazzi era a capela hospitalar do Ospedale dei Pazzerelli (Manicomio di Santa Maria della Pietà), na Via della Lungara, no rione Trastevere. Era dedicada a Santa Maria Madalena. A capela foi demolida juntamente com o antigo hospital psiquiátrico no final do século XIX durante as obras de abertura do Lungotevere Gianicolense às margens do rio Tibre.

## História

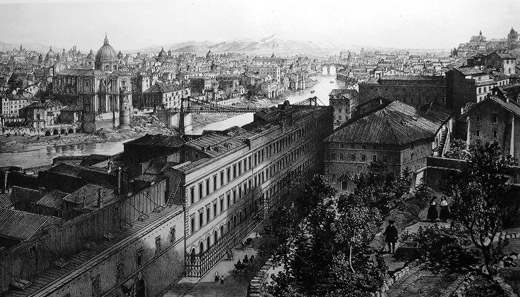
Ospedale dei Pazzerelli em 1870 numa litografia de Félix Benoist. Todo o edifício está hoje debaixo do Lungotevere Gianicolense.

Antes das grandes obras viárias do final do século XIX, a Via della Lungara seguia numa linha reta até a Porta Santo Spirito. Em 1725, o papa Bento XIII fundou um hospital psiquiátrico do lado leste da via logo ao sul da porta. A instituição original ficava nas imediações da Piazza Colonna e a capela que ficava no local, dedicada a Nossa Senhora da Piedade (em italiano:  Santa Maria della Pietà) é a predecessora da atual igreja de Santi Bartolomeo e Alessandro dei Bergamaschi.
O novo complexo proporcionava um excelente tratamento para pacientes psiquiátricos pelos padrões da época e era, provavelmente, o melhor do tipo na Europa. Havia duas alas de frente para a rua, a mais ao norte para mulheres e a mais ao sul, para homens. Atrás delas estavam dois pátios arcados quadrados idênticos, similares a claustros de mosteiros, lado a lado e separados por um muro divisório sem portas. As alas do hospital continuavam nas extremidades norte e sul das alas. Para o leste não haviam edifícios, mas um jardim que levava até a beira do rio. A capela ficava exatamente li, um pequeno edifício quadrado isolado com duas entradas distintas, uma para cada pátio. Através delas, homens e mulheres podiam entrar separadamente na capela e possivelmente eram mantidos separados no interior através de uma parede ou de uma grade.
Todo o complexo foi demolido antes de 1890 para permitir a construção do Lungotevere Gianicolense. O terreno da capela ficava onde hoje está o grande cruzamento na extremidade oeste da Ponte Principe Amedeo, imediatamente a oeste da linha da passagem subterrânea.